# Fyrisskolan

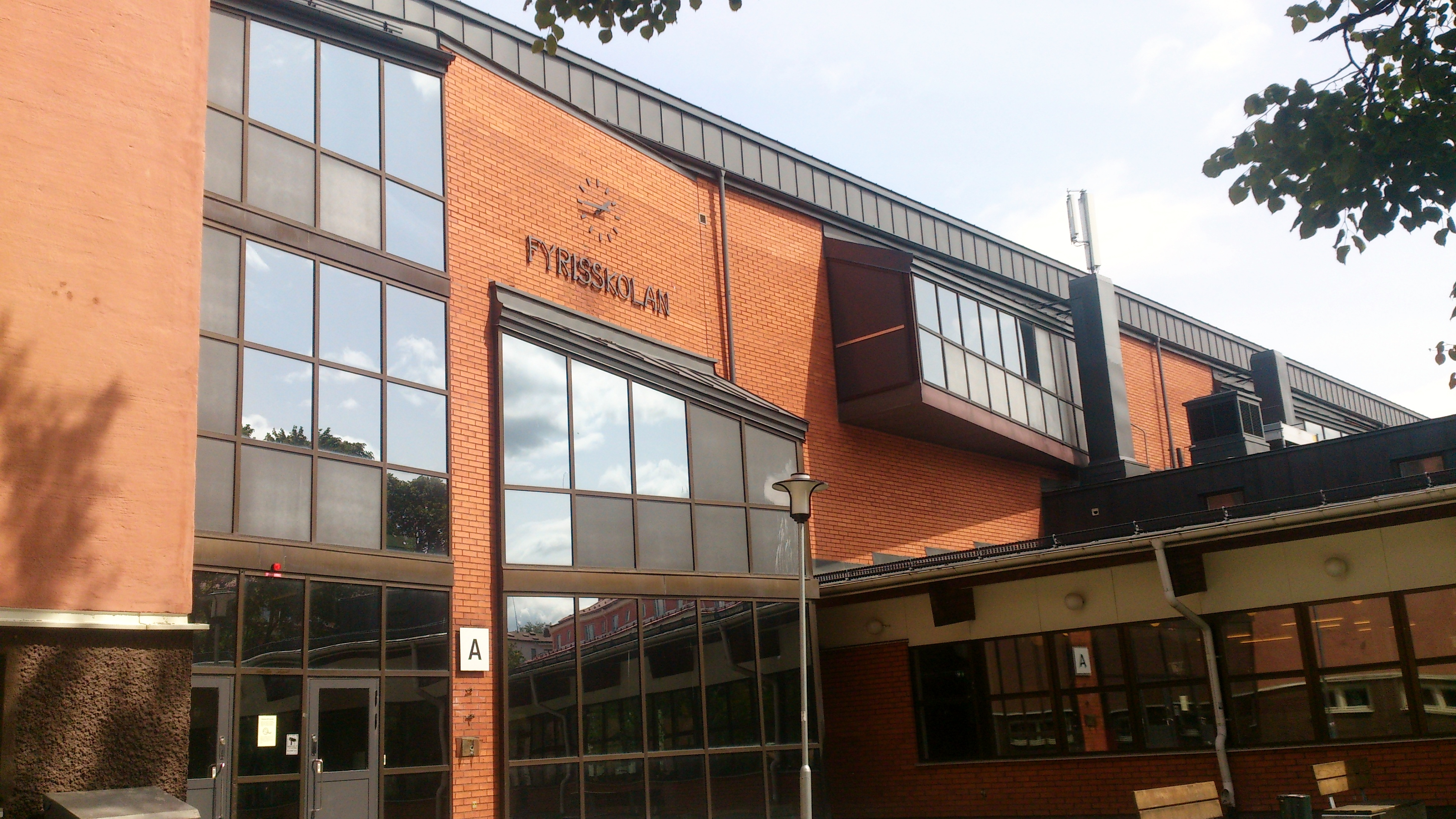
Byggnad A

Fyrisskolan är en gymnasieskola belägen i stadsdelen Luthagen i Uppsala. 
Skolan, som har omkring 300 elever, består nu av huskropparna A, C och I. B-huset revs 2021 och G-huset revs ett par år tidigare (efter att inte varit i bruk under ett par år). I Fyrisskolans gymnastiksal (hus I) utövas mycket ungdomsidrott på helgerna, bland annat basket och innebandy.  
Fyrisskolan var den ena parten i den årliga idrottskampen mot Rosendalsgymnasiet, Slaget. Slaget lades ner år 2018 efter att en del Rosendalselever uppfört sig illa med förolämpande ramsor och flaggbränning.

## Utbildningar
- Grön energi på Naturvetenskapsprogrammet
- JK Utland på Samhällsvetenskapsprogrammet
- Spelprogrammering på Teknikprogrammet
- Industridesign på Teknikprogrammet
- Ingenjörsspåret på Teknikprogrammet
- Bioteknik på Teknikprogrammet

## Historia
Skolan startades 1945 som Praktiska Mellanskolan i nuvarande hus D, ritad av Gunnar Leche. I början av 1960-talet byggdes hus B och C för det Tekniska gymnasiet och hus A,E,F och I färdigställdes på 1980-talet.
Under slutet av 70-talet och början av 80-talet var skolan känd för sina Luciashower som några av lärarna satte upp tillsammans med ett antal elever. Då skolan under dessa år var säte för 4-åriga tekniska gymnasieingenjörsutbildningar, spelade teknikinslaget en stor roll. Bland annat monterades ett år ett flygande tefat (diameter 15 m) upp i aulataket. Ett annat år (1983) byggdes en konstfrusen isbana (ca 10*10 m) med 2 000 st glödlampor under isen upp i aulan. Året efter (1984) byggdes ett akvarium, som det bedrevs konstsim i.
Biblioteket är en ombyggnation av en tidigare gymnastiksal och invigdes 1997 och är ca 900 m². Under en skoldag besöker i genomsnitt ca 150 elever och personal skolbiblioteket och man har idag en anställd bibliotekarie. Biblioteket har fått utmärkelse som "Ett skolbibliotek i världsklass" av fackförbundet DIK, flera år i följd.

## Internationellt
- Skolutbyte med Lycée Monteil, Rodez, Frankrike.
- Fältstudieresa till Jajce i Bosnien-Herzegovina.
- Kinaprojektet. Elev och lärarutbyte med Tianjin No 1 High School
- Polarexpedition. Under fem veckor deltog Carin Sjöö i polarforskningsexpeditionen "LOMROG 2007".
- Volontärarbete i Uganda. Här finns bilder och brev från Therese Persdotters volontärarbete i Uganda.
- Life-Link Friendship-Schools Culture of Care i Argentina, Rosario.
- Indienprojektet. Elev- och lärarutbyte med en skola i Indien.